# Levantamento de peso nos Jogos Pan-Americanos de 2015 - Mais de 105 kg masculino
A categoria mais de 105 kg masculino do levantamento de peso nos Jogos Pan-Americanos de 2015 foi disputada em 15 de julho  no Centro Esportivo Oshawa, em Oshawa. 

## Calendário
Horário local (UTC-4).
| Data        | Horário | Fase  |
| ----------- | ------- | ----- |
| 15 de julho | 19:00   | Final |

## Medalhistas
| Ouro   | BRA Fernando Reis          |
| Prata  | CAN George Kobaladze       |
| Bronze | ECU Fernando Salas Manguis |

## Recordes
Recordes mundial e pan-americano antes da disputa dos Jogos Pan-Americanos de 2015.
| Recorde mundial       | Arranque  | IRI Behdad Salimi     | 214 kg | Paris, França       | 13 de novembro de 2011 |
| Recorde mundial       | Arremesso | IRI Hossein Rezazadeh | 263 kg | Atenas, Grécia      | 25 de agosto de 2004   |
| Recorde mundial       | Total     | IRI Hossein Rezazadeh | 472 kg | Sydney, Austrália   | 26 de setembro de 2000 |
| Recorde Pan-Americano | Arranque  | BRA Fernando Reis     | 185 kg | Guadalajara, México | 27 de outubro de 2011  |
| Recorde Pan-Americano | Arremesso | BRA Fernando Reis     | 225 kg | Guadalajara, México | 27 de outubro de 2011  |
| Recorde Pan-Americano | Total     | BRA Fernando Reis     | 410 kg | Guadalajara, México | 27 de outubro de 2011  |

## Resultado
| Pos.              | Halterofilista         | Nacionalidade | Grupo | Peso Atleta (kg) | Arranque (kg) | Arremesso (kg) | Total (Kg) |
| ----------------- | ---------------------- | ------------- | ----- | ---------------- | ------------- | -------------- | ---------- |
| Medalha de ouro   | Fernando Reis          | BRA Brasil    | A     | 150.78           | 192           | 235            | 427        |
| Medalha de prata  | George Kobaladze       | CAN Canadá    | A     | 138.65           | 168           | 208            | 376        |
| Medalha de bronze | Fernando Salas Manguis | ECU Equador   | A     | 157.70           | 170           | 200            | 370        |
| 4                 | Luis Hoil Mas          | GUA Guatemala | A     | 147.76           | 155           | 182            | 337        |
| 5                 | Emanuel Coto Pereira   | URU Uruguai   | A     | 127.10           | 146           | 167            | 313        |

Legenda
| Recorde mundial                  | Recorde mundial (World record)               |                       | Recorde africano                      | Recorde africano (African) |                                           | Q | Classificado por posição (Qualified) |
| Recorde dos Jogos Pan-Americanos | Recorde pan-americano (Pan-American record)  | Recorde da América    | Recorde da América (Americas)         | q                          | Classificado por melhor tempo (Qualified) |   |                                      |
| Melhor marca do ano              | Melhor marca do ano (World leading)          | Recorde asiático      | Recorde asiático (Asian)              | DNS                        | Não largou (Did not start)                |   |                                      |
| Recorde nacional                 | Recorde nacional (National record)           | Recorde europeu       | Recorde europeu (European)            | DNF                        | Não terminou (Did not finish)             |   |                                      |
| Recorde pessoal                  | Recorde pessoal do atleta (Personal best)    | Recorde da Oceania    | Recorde da Oceania (Oceania)          | DSQ / DQ                   | Desclassificado (Disqualified)            |   |                                      |
| Recorde da temporada             | Recorde da temporada do atleta (Season best) | Recorde sul-americano | Recorde sul-americano (South America) | NM                         | Sem marca (No mark)                       |   |                                      |